# 蒙塔尔诺
蒙塔尔诺（法語：Montarnaud，法語發音：[mɔ̃taʁno]）是法国埃罗省的一个市镇，属于洛代沃区。

## 地理
蒙塔尔诺（43°38'56"N, 3°41'56"E）面积27.53 平方千米，位于法国奧克西塔尼大區埃罗省，该省份为法国南部沿海省份，南濒地中海，西南接奥德省，西北接塔恩省和阿韦龙省，东北与加尔省接壤。
与蒙塔尔诺接壤的市镇（或旧市镇、城区）包括：阿热利耶、拉布瓦西耶尔、格拉贝勒、米尔维耶勒-莱蒙彼利埃、圣乔治多尔克、圣保罗和瓦尔马勒、瓦约凯斯。

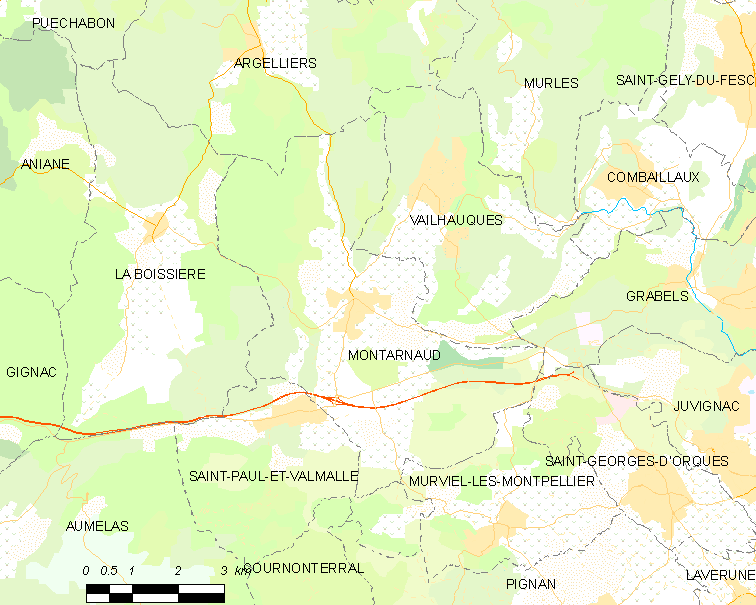
蒙塔尔诺的OSM定位图

蒙塔尔诺的时区为UTC+01:00、UTC+02:00（夏令时）。

## 行政
蒙塔尔诺的邮政编码为34570，INSEE市镇编码为34163。

## 政治
蒙塔尔诺所属的省级选区为日尼亚克县。

## 人口

1962-2008年间蒙塔尔诺人口变化图示

蒙塔尔诺于2022年1月1日时的人口数量为4186人。